# Saint-Michel-de-Veisse
Saint-Michel-de-Veisse è un comune francese di 168 abitanti situato nel dipartimento della Creuse nella regione della Nuova Aquitania.

## Società

### Evoluzione demografica
Abitanti censiti